# 1254 هـ
1254 هـ هي سنة في التقويم الهجري امتدت مقابلةً في التقويم الميلادي بين سنتي 1838 و1839.

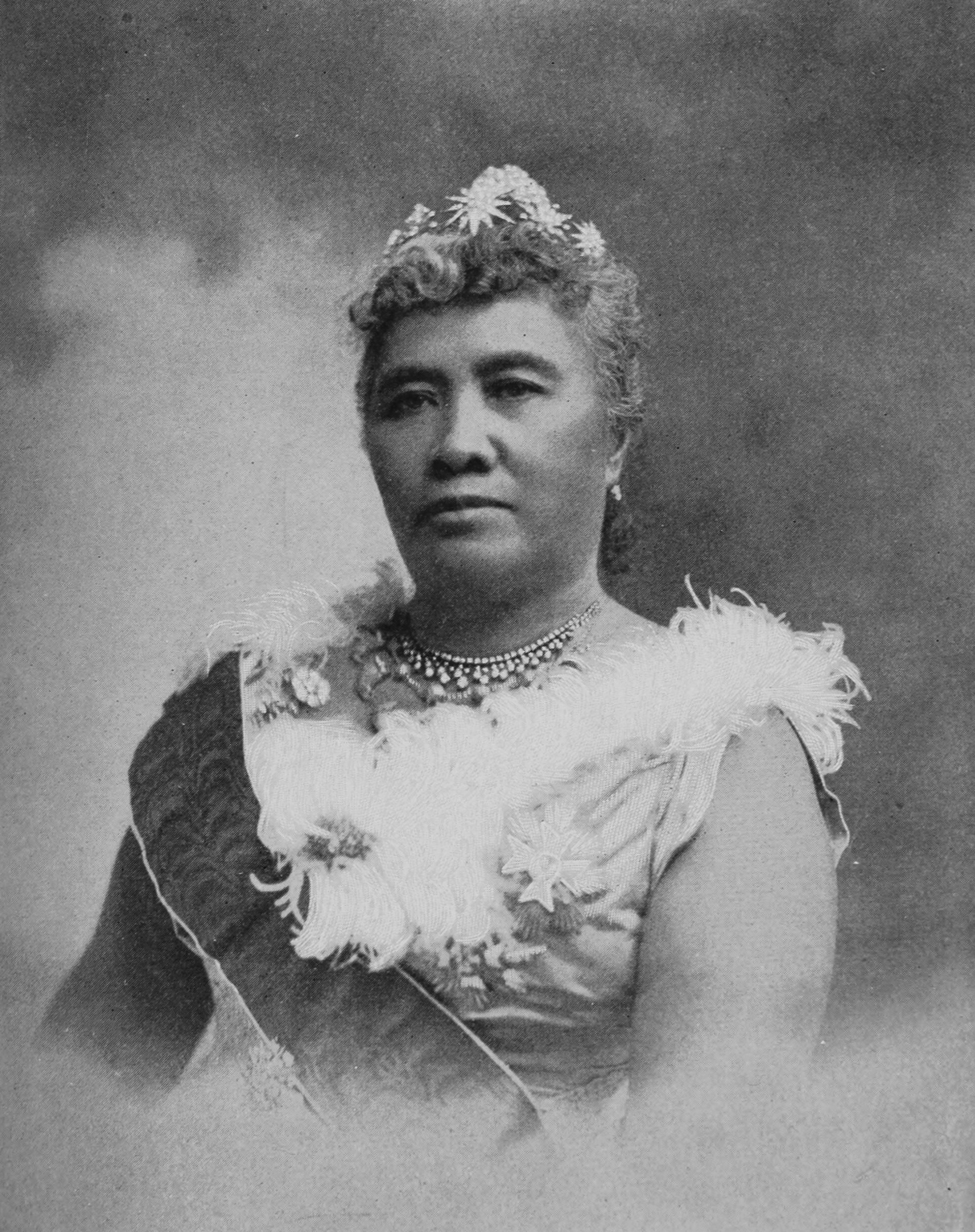
ليليوكالاني

## أحداث
- المصريون يأسرون الأمام فيصل بن تركي.

## مواليد
- جمال الدين الأفغاني
- ليليوكالاني
- محمد بن عبد الرحمن بن عبد الله آل الشيخ

## وفيات
- حسن القويسني
- معروف النودهي